# Marocko i olympiska sommarspelen 1992
Marocko deltog i de olympiska sommarspelen 1992 med en trupp, och landet tog tre medaljer totalt.

## Medaljer

### Guld
- Khalid Skah - Friidrott, 10 000 meter

### Silver
- Rachid El Basir - Friidrott, 1 500 meter

### Brons
- Mohammed Achik - Boxning, bantamvikt

## Boxning
Lätt flugvikt
- Mohamed Zbir
  - Första omgången — Förlorade mot Jan Quast (GER), 0:6

Flugvikt
- Hamid Berhili

Bantamvikt
- Mohammed Achik

Lättvikt
- Kamal Marjouane

Weltervikt
- Abdellah Taouane

Lätt mellanvikt
- Mohamed Mesbahi

Supertungvikt
- Ahmed Sarir

## Fotboll
Herrar
Gruppspel
|              | Spelade | Vinster | Oavgjorda | Förluster | Gjorda mål | Insläppta mål | Poäng |
| ------------ | ------- | ------- | --------- | --------- | ---------- | ------------- | ----- |
| Sverige U23  | 3       | 1       | 2         | 0         | 5          | 1             | 4     |
| Paraguay U23 | 3       | 1       | 2         | 0         | 3          | 1             | 4     |
| Sydkorea U23 | 3       | 0       | 3         | 0         | 2          | 2             | 3     |
| Marocko U23  | 3       | 0       | 1         | 2         | 2          | 8             | 1     |

## Friidrott
Herrarnas 5 000 meter
- Brahim Boutayeb
  - Heat — 13:37,27
  - Final — 13:13,27 (→ 4:e plats)

- Mohamed Issangar
  - Heat — 13:22,98
  - Final — 13:28,97 (→ 9:e plats)

Herrarnas 10 000 meter
- Khalid Skah
  - Heat — 28:18,48
  - Final — 27:46,70 (→  Guld)

- Hammou Boutayeb
  - Heat — 28:25,73
  - Final — DNF (→ ingen placering)

Herrarnas 4 x 400 meter stafett
- Abdelali Kasbane, Abdelghani Gouriguer, Bouchaib Belkaid och Benyounes Lahlou
  - Heat — 3:02,28 (→ gick inte vidare)

Herrarnas maraton
- Salah Kokaich — 2:14,25 (→ 6:e plats)

Damernas 400 meter häck
- Nouzha Bidiouane
  - Heat — 55,95
  - Semifinal — 55,08 (→ gick inte vidare)